# William King Hale
William King Hale (Greenville, 24 de diciembre de 1874-15 de agosto de 1962) fue un ganadero estadounidense y asesino convicto. Hale fue una figura destacada en la reserva india Osage, en lo que entonces era el territorio indio, donde construyó el Rancho Hale e hizo una fortuna criando ganado. Cuando Oklahoma obtuvo la condición de estado en 1907, la tierra ocupada por la reserva pasó a ser contigua al condado de Osage, Oklahoma.
Hale alcanzó la fama local tras años de soborno, extorsión e intimidación. En 1921, ordenó los asesinatos de la hermana y la madre de la esposa de su sobrino, seguidos de los de su prima, otra hermana y su cuñado dos años después, para hacerse con el control de sus derechos petroleros.

## Primeros años de vida
Poco se ha escrito sobre los primeros años de vida de William Hale, aparte de que nació en Greenville, Texas. Al parecer, llegó a la reserva india de Osage justo antes del siglo XX.
Tom White, un agente especial, escribió en un memorando de 1932 al director del FBI, J. Edgar Hoover: «Con el tiempo (Hale) se hizo millonario, dominó la política local y aparentemente no podía ser castigado por ninguno de los muchos delitos que se le imputaban… Su método para acumular poder y prestigio consistía en obligar a varias personas a hacerle regalos y favores. En consecuencia, contaba con un gran número de seguidores en los alrededores».

## Asesinatos por dinero
Hale alcanzó notoriedad entre los osage debido a que el gobierno de Oklahoma exigía que los osage (y todas las tribus indias estadounidenses contasen con tutores de raza blanca para gestionar sus bienes, situación que aprovechó para tornarse en "tutor" de familias enteras cuanto en las tierras de los osage empezó a hallarse petróleo. 
Gracias a estas funciones, Hale alcanzó una considerable fortuna, de lo cual aprovechó para reclutar sus sobrinos, Ernest y Bryan Burkhart, en una amplia conspiración destinada a matar a varios nativos americanos Osage para así administrar sus derechos sobre el petróleo. Para este propósito, Ernest se casó con Mollie Kile (o Kyle), una nativa de una prominente familia Osage con derechos de herencia sobre muchos campos petrolíferos. 
Mediante varias intrigas, Hale hizo que asesinos a sueldo mataran a la hermana de Mollie, la joven Anna Brown, en 1921. Los derechos de propiedad de Brown fueron heredados por su madre -Lizzie Q.- y por la propia Mollie. Las posteriores muertes de Lizzie Q. y varios primos dejaron a Mollie y a Ernest como herederos exclusivos de los derechos de propiedad sobre tierras ricas en petróleo, que en la década de 1920 valían varios cientos de miles de dólares.
Ante ello, Hale empezó a planificar el propio asesinato de Mollie Kyle, quien sufría de diabetes; en efecto Kyle enfermó pero luego se descubrió que había sido envenenada, supuestamente por su propio esposo Ernest; pero ella se recuperó cuando se mudó lejos de su hogar. Años después se divorció de Ernest Burkhart y sus hijos heredaron los derechos sobre las tierras.

## Investigaciones
El "Consejo Tribal" de los Osage sospechó desde el principio que Hale estaba implicado en los asesinatos de la familia de Mollie Kyle, al ser evidente que una muy rara -y muy rápida- sucesión de defunciones tornaba a Mollie y su esposo en únicos herederos de varios derechos sobre tierras ricas en petróleo, pero el Consejo no pudo obtener ningún testimonio de los ciudadanos del condado, a muchos de los cuales Hale había sobornado o amenazado para que guardaran silencio. 
El Consejo recurrió a la Oficina de Investigaciones (BOI), más tarde denominada Oficina Federal de Investigaciones (FBI), que envió a cuatro agentes encubiertos a la reserva. En los años siguientes, estos agentes se ganaron la confianza de los ciudadanos hasta el punto en que muchos de ellos comenzaron a pronunciarse en contra de Hale, al contar con la protección del gobierno federal para dar testimonio contra Hale. El sobrino de Hale, Bryan Burkhart, al que había obligado a ayudar con el plan de asesinatos, terminó confesando ante agentes del FBI. 
Finalmente, se presentaron cargos contra Hale y contra Ernest Burkhart, así como contra Blackie Thompson, el asesino a sueldo que había contratado para llevar a cabo los asesinatos, y contra el abogado de Hale, empezando un proceso judicial en 1926 en los tribunales de Guthrie (Oklahoma) para evitar que Hale sobornara o amenazara a los testigos.

## Condena y vida posterior
Tras cuatro juicios, Hale fue condenado a cadena perpetua ante un tribunal federal el 29 de octubre de 1929 por un solo asesinato, la muerte a tiros de Henry Roan, primo de Anna Brown, y enviado a la penitenciaría de Leavenworth, en Kansas. Un agravante fue que Hale había intentado liquidar una póliza de seguro de 25,000 dólares por la vida de Roan solo una semana después de su muerte; también, había servido como uno de los portadores del féretro de Roan. No obstante, Hale obtuvo la libertad condicional el 31 de julio de 1947 a los 72 años de edad. 
Tras salir de la cárcel pasó parte de su vida en Montana, necesitando trabajar como peón en un rancho para Benny Binion, en una visita a unos parientes antes de 1950 lamentó que "Si Ernest hubiera cerrado la boca, yo ahora sería un hombre rico". Murió en un hospicio de ancianos en Arizona en 1962 y fue enterrado en Wichita, Kansas.  
Su sobrino Bryan Burkhart testificó en el juicio y a cambio nunca cumplió condena, pero el hermano de Bryan, Ernest, fue sentenciado en la corte estatal a cadena perpetua y fue enviado a la Penitenciaría Estatal de Oklahoma en McAlester. Ernest fue puesto en libertad en 1959 y recibió un indulto en 1966 del gobernador Henry Bellmon.

## En el cine
En la película de 2023 Los asesinos de la luna, dirigida por Martin Scorsese, Hale fue interpretado por el actor Robert De Niro.